# 1941 au Manitoba
Chronologie du Manitoba
- 1937
- 1938
- 1939
- 1940
- 1941
- 1942
- 1943
- 1944
- 1945

Cette page concerne des événements d'actualité qui se sont produits durant l'année 1941 dans la province canadienne du Manitoba.

## Politique
- Premier ministre : John Bracken
- Chef de l'Opposition :
- Lieutenant-gouverneur : Roland Fairbairn McWilliams
- Législature :

## Naissances

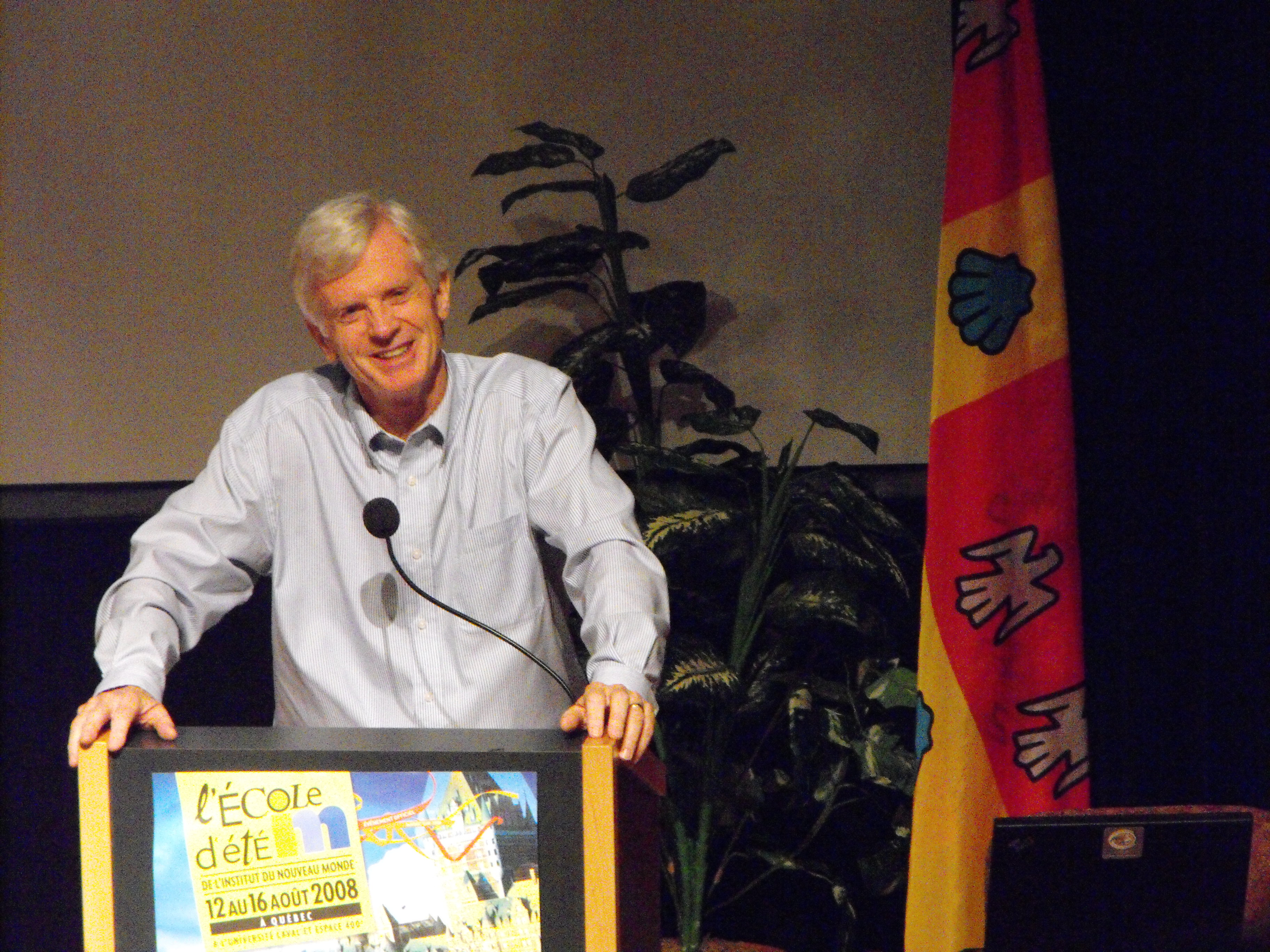
David Kilgour

- 18 février : David Kilgour, (né à Winnipeg) homme politique  et activiste des droits de l'Homme canadien.

- 13 octobre : Robert (Bob) Lorne Hunter (né à Winnipeg — décédé le 2 mai 2005) est un journaliste canadien et un membre fondateur de l'organisation écologique Greenpeace.